# François Jean-Desthieux
Pour les articles homonymes, voir Desthieux.
Marie Jean François Desthieux, dit François Jean-Desthieux, est un écrivain et poète français né à Saint-Étienne le 17 juillet 1895, mort à Montpellier le 3 février 1944. Il est fils du colonel Charles Desthieux et de Jeanne Bertrand (1873-1956), frère du capitaine de frégate Raymond Desthieux, et cousin germain de Henri et Jean Guitton.
Fondateur de l'Académie méditerranéenne et de la revue Heures perdues, il fut journaliste à L'Intransigeant, au Figaro, aux Nouvelles littéraires, au Mercure de France, etc.
Il fut l'élève et l'ami de Charles-Brun qui l'initia à la poésie et lui fit connaître Renée Vivien, au félibrige et au régionalisme, de Jean Royère, d'André Lebey, de Georges Lecomte, secrétaire perpétuel de l'Académie française, de Edmond Haraucourt, d'André Thérive, de Panaït Istrati, de Louis Pergaud, etc.
À sa mort, André Thérive écrivit : « Jean Desthieux, doué d'un grand talent de journaliste, n'avait pas dédaigné de tourner au polygraphe… Il avait un don remarquable de causeur, de conférencier et même d'orateur. Il laisse aussi plusieurs romans curieux et de nombreux poèmes… Par-dessus tout, il avait le culte de l'amitié malgré des respects humains, des ironies, des amertumes ».

## Œuvres

### Poésie
- Les Lauriers en poussière, 1914.
- La Guerre et l'Amour, Édition corporative, 1918.
- Le Livre des Baisers, ballade sans envoi, Éditions E. Sansot / R. Chiberre, successeur, 1923.
- La Paix des ombres, Éditions Mediterranea, 1929.
- Le Carnet défendu suivi de Propos sur la poésie, Office bibliographique, 1932.
- Noces dolentes, Marcel Seheur, éditeur, 1932. Préface de Jean Royère.
- Psaumes suivi de Notes sur l’art des poètes, Éditions Excelsior, 1932.
- Rythmes, Éditions de Belgique / Parisis Édition, 1935.
- Méditerranée : oraison, Éditions de Belgique / Parisis Éditions, 1939.

### Romans
- Un Homme parmi les Femmes, Albin Michel, 1922.
- Angélique ou l’Amour à tous les étages, Éditions du Siècle, 1926.
- Le Prochain Abélard (L’Amour à Blérioville), Éditions Radot, 1927.
- Le Bossu merveilleux, Éditions Excelsior, 1934.
- Le Péripatéticien, Éditions de Belgique / Parisis Édition, 1935.

### Essais
- L'Ère du fédéralisme
- La croisade pour l'art français
- Au Pays des Merveilles
- L'évolution régionaliste (Du Félibrige au Fédéralisme), Éditions Bossard, 1918. Préface de Charles Le Goffic.
- Produire : D’un organisation économique du pays, Éditions Bossard, 1919.
- La Leçon de Pyrrhus ou La Paix n’est pas faite (De Proudhon à Wilson), Éditions Bossard, 1920.
- Les Crânes bourrés, La Renaissance du Livre, 1920.
- Éloge de la danse, Éditions E. Sansot / R. Chiberre, successeur, 1921.
- La Petite-Entente, Éditions Bossard, 1922.
- Scandales et crimes sociaux, Éditions de la Pensée Française, 1924.
- Qu'est-ce que l'art moderne ?, Plon-Nourrit et Cie, 1925.
- Si nous faisions… la République, Office bibliographique, 1930.

### Critiques littéraires
- L'incroyable Einstein, Éditions du « Carnet-critique », 1922.
- Frédéric Mistral, son œuvre, Éditions du « Carnet-critique », 1922.
- Paul Bourget, son œuvre, Éditions du « Carnet-critique », 1922.
- Taine, son œuvre, La Nouvelle Revue Critique, 1923.
- Alphonse Séché, Éditions E. Sansot / R. Chiberre, successeur, 1923.
- Le dernier des Encyclopédistes, Paul Adam, Boivin, 1928.
- La statue du poète Lucien Rolmer, Office bibliographique, 1931.
- Figures méditerranéennes : “Femmes damnées”, Éditions Ophrys, 1937.

## Récompenses
- Chevalier de la Légion d'honneur en 1933, couronné par la Société des gens de lettres et prix Montyon de l’Académie française en 1929 et 1942.